# Phyllozetes nilamburicus
Phyllozetes nilamburicus är en kvalsterart som beskrevs av Nambiyath Puthansurayil Balakrishnan 1986. Phyllozetes nilamburicus ingår i släktet Phyllozetes och familjen Cosmochthoniidae. Inga underarter finns listade i Catalogue of Life.